# Вільфранш-сюр-Сон (округ)
Округ Вільфранш-сюр-Сон (фр. Arrondissement de Villefranche-sur-Saône) — округ у Франції, в департаменті Рона. 2023 року округ об'єднував 132 муніципалітети, населення становило 254 499 осіб.
Адміністративний центр (супрефектура) — Вільфранш-сюр-Сон.

## Муніципалітети
Список муніципалітетів округу та їхні коди INSEE:
1. Азолетт (69016)
2. Алі (69004)
3. Амбер'є (69005)
4. Амплепюї (69006)
5. Анс (69009)
6. Ансі (69008)
7. Арна (69013)
8. Аффу (69001)
9. Баньоль (69017)
10. Бельвіль-ан-Божоле (69019)
11. Бельмон-д'Азерг (69020)
12. Бессне (69021)
13. Бібо (69022)
14. Бласе (69023)
15. Боже (69018)
16. Бюллі (69032)
17. Валь-д'Уен (69024)
18. Вальсонн (69254)
19. Вендрі-сюр-Тюрдін (69157)
20. Верне (69261)
21. Вілє-Моргон (69267)
22. Віль-сюр-Жарніу (69265)
23. Вільфранш-сюр-Сон (69264)
24. Во-ан-Божоле (69257)
25. Воренар (69258)
26. Глезе (69092)
27. Гранрі (69093)
28. Дез-Грон (69135)
29. Денісе (69074)
30. Доммартен (69076)
31. Драсе (69077)
32. Дьєм (69075)
33. Еве (69083)
34. Егперс (69002)
35. Емеренж (69082)
36. Жу (69102)
37. Жульє (69104)
38. Жульєна (69103)
39. Кенсьє-ан-Божоле (69162)
40. Клавезоль (69060)
41. Коньї (69061)
42. Корсель-ан-Божоле (69065)
43. Кур (69066)
44. Курзьє (69067)
45. Кюбліз (69070)
46. Ламюр-сюр-Азерг (69107)
47. Лансьє (69108)
48. Лантії (69112)
49. Лантіньє (69109)
50. Л'Арбрель (69010)
51. Ласена (69105)
52. Лашассань (69106)
53. Ле-Брей (69026)
54. Ле-Перреон (69151)
55. Ле-Соваж (69174)
56. Ле-Шер (69055)
57. Лез-Ардія (69012)
58. Леньї (69111)
59. Летра (69113)
60. Ліма (69115)
61. Лозанн (69121)
62. Люсне (69122)
63. Марсі (69126)
64. Марсії-д'Азерг (69125)
65. Маршам (69124)
66. Мо-ла-Монтань (69130)
67. Монмела-Сен-Сорлен (69137)
68. Морансе (69140)
69. Муаре (69134)
70. Одена (69145)
71. Помм'є (69156)
72. Порт-де-П'єрр-Доре (69159)
73. Проп'єр (69161)
74. Пуль-лез-Ешармо (69160)
75. Раншаль (69164)
76. Реньє-Дюретт (69165)
77. Риволе (69167)
78. Ронно (69169)
79. Савіньї (69175)
80. Саль-Арбюїссонна-ан-Божоле (69172)
81. Санв (69035)
82. Сарсе (69173)
83. Сен-Бель (69171)
84. Сен-Бонне-де-Брюєр (69182)
85. Сен-Бонне-ле-Тронсі (69183)
86. Сен-Венсан-де-Рен (69240)
87. Сен-Веран (69239)
88. Сен-Дідьє-сюр-Боже (69196)
89. Сен-Жан-де-Вінь (69212)
90. Сен-Жан-ла-Бюсьєр (69214)
91. Сен-Жермен-Нюель (69208)
92. Сен-Жорж-де-Ренен (69206)
93. Сен-Жу-д'Авре (69217)
94. Сен-Жульєн (69215)
95. Сен-Жульєн-сюр-Бібо (69216)
96. Сен-Клеман-де-Вер (69186)
97. Сен-Клеман-сюр-Вальсонн (69188)
98. Сен-Лаже (69218)
99. Сен-Марсель-л'Еклере (69225)
100. Сен-Нізьє-д'Азерг (69229)
101. Сен-П'єрр-ла-Палю (69231)
102. Сен-Ромен-де-Попе (69234)
103. Сен-Сір-ле-Шату (69192)
104. Сен-Форже (69200)
105. Сент-Апполінер (69181)
106. Сент-Етьєнн-дез-Ульєр (69197)
107. Сент-Етьєнн-ла-Варенн (69198)
108. Сент-Іньї-де-Вер (69209)
109. Сент-Поль (69230)
110. Серсьє (69036)
111. Сівріє-д'Азерг (69059)
112. Сурсьє-ле-Мін (69177)
113. Тапона (69242)
114. Тарар (69243)
115. Тезе (69246)
116. Тернан (69245)
117. Тізі-ле-Бург (69248)
118. Флер'є-сюр-л'Арбрель (69086)
119. Флері (69084)
120. Фронтена (69090)
121. Шазе-д'Азерг (69052)
122. Шамбо-Альєр (69037)
123. Шамле (69039)
124. Шаранте (69045)
125. Шарне (69047)
126. Шассле (69049)
127. Шатійон (69050)
128. Шевіне (69057)
129. Шена (69053)
130. Шенелетт (69054)
131. Шессі (69056)
132. Ширубль (69058)